# Flèche wallonne 2023
Cet article concerne l'édition masculine de la Flèche wallonne. Pour la course féminine, voir Flèche wallonne féminine 2023.
La Flèche wallonne 2023 est la 87e édition de cette course cycliste masculine sur route. Elle a lieu le mercredi 19 avril 2023 dans les provinces de Liège et de Luxembourg, en Belgique, et fait partie du calendrier UCI World Tour 2023 en catégorie 1.UWT. 

## Présentation
La Flèche wallonne connaît en 2023 sa 87e édition. Créée en 1936 par le journal Les Sports, elle est organisée depuis 1993 par Amaury Sport Organisation (ASO), ancienne Société du Tour de France. 

### Parcours
La Flèche wallonne 2023 est tracée sur un parcours total de 194,2 kilomètres avec peu de changements par rapport à l'édition précédente. La principale modification est la ligne de départ située à Herve (province de Liège) comme en 2020. Après les montées des côtes de Trasenster et des Forges (souvent gravie dans le final de Liège-Bastogne-Liège), la course traverse Esneux, Hody, Ouffet et Hamoir puis fait une brève incursion dans la province de Luxembourg à Jenneret pour poursuivre par Ocquier et Modave. La classique grimpe une première fois les côtes d'Ereffe et de Cherave puis le traditionnel Mur de Huy. Après le premier passage sur la ligne d'arrivée du Mur de Huy, un circuit de 37,2 kilomètres comprenant les côtes d'Ereffe et de Cherave est parcouru deux fois avant l'arrivée au-dessus du Mur.
Onze côtes sont répertoriées pour cette édition :
| Num | Nom                      | Longueur (m) | Pente moyenne | Kilomètre | Kilomètre restant |
| --- | ------------------------ | ------------ | ------------- | --------- | ----------------- |
| 1   | Côte de Trasenster       | 3300         | 4,9 %         | 30,3      | 163,9             |
| 2   | Côte des Forges          | 1300         | 7,8 %         | 39        | 155,2             |
| 3   | Côte d'Ereffe            | 2200         | 5,6 %         | 101,3     | 92,9              |
| 4   | Côte de Cherave          | 1300         | 8,1 %         | 114,1     | 80,1              |
| 5   | Mur de Huy (1er passage) | 1300         | 10,2 %        | 119,7     | 74,5              |
| 6   | Côte d'Ereffe            | 2200         | 5,6 %         | 138,6     | 55,6              |
| 7   | Côte de Cherave          | 1300         | 8,1 %         | 151,4     | 42,8              |
| 8   | Mur de Huy (2e passage)  | 1300         | 10,2 %        | 157       | 37,2              |
| 9   | Côte d'Ereffe            | 2200         | 5,6 %         | 175.8     | 18,4              |
| 10  | Côte de Cherave          | 1300         | 8,1 %         | 188,6     | 5,6               |
| 11  | Mur de Huy (3e passage)  | 1300         | 10,2 %        | 194,2     | 0                 |

### Équipes
| WorldTeams (18)- AG2R Citroën Team - Alpecin-Deceuninck - Astana Qazaqstan Team - Bahrain Victorious - Bora-Hansgrohe - Cofidis - EF Education-EasyPost - Groupama-FDJ - Ineos Grenadiers - Intermarché-Circus-Wanty - Jumbo-Visma - Movistar Team - Soudal Quick-Step - Arkéa-Samsic - Team DSM - Team Jayco AlUla - Trek-Segafredo - UAE Team Emirates ProTeams (7)- Bingoal WB - Burgos-BH - Equipo Kern Pharma - Israel-Premier Tech - Lotto Dstny - TotalEnergies - Uno-X Pro Cycling Team |
| |

### Favoris
Déjà vainqueur à onze reprises depuis le début de la saison dont à l'Amstel Gold Race trois jours auparavant, le numéro 1 mondial de l'UCI le Slovène Tadej Pogačar (UAE Emirates) est le grand favori pour la victoire au sommet du Mur de Huy. Le Britannique Tom Pidcock (Ineos Grenadiers), lauréat sur les Strade Bianche, les Espagnols Mikel Landa (Bahrain Victorious) et Enric Mas (Movistar) ou encore l'Italien Giulio Ciccone (Trek-Segafredo) font aussi figures de favoris. Parmi les autres favoris ou outsiders, on peut citer les Français David Gaudu (Groupama FDJ), deuxième de Paris-Nice et Valentin Madouas (Groupama FDJ), l’Irlandais Ben Healy (EF Education Post) deuxième de la Flèche brabançonne puis de l'Amstel Gold Race le dimanche précédent, le Danois Mattias Skjelmose (Trek Segafredo), les Belges Quinten Hermans (Alpecin-Deceuninck) et Maxim Van Gils (Lotto Dstny), le Colombien Sergio Higuita (Bora Hansgrohe), le Kazakh Alexey Lutsenko (Astana), le Canadien Michael Woods (Israel Premier-Tech) et l'Espagnol Pello Bilbao (Bahrain Victorious). 
Le Belge vainqueur de 2022 Dylan Teuns (Israel Premier-Tech), malade, est non partant. Benoît Cosnefroy (AG2R Citroën), troisième de la Flèche brabançonne déclare aussi forfait.

## Récit de la course
Au premier passage au sommet du Mur de Huy, à 74,5 km du terme, sept des huit échappés initiaux franchissent la ligne d'arrivée avec 1 min 20 s d'avance sur un peloton encore bien groupé. Dans la côte d'Ereffe suivante (56 km de l'arrivée), les attaquants ne sont plus que trois en tête de la course : les Danois Søren Kragh Andersen (Alpecin Deceuninck) et Jacob Hindsgaul (Uno X) ainsi que l'Allemand Georg Zimmermann (Intermarché Circus Wanty) puis, trois kilomètres plus loin, ils ne sont plus que deux (Kragh Andersen et Zimmermann) et comptent 1 min 15 s d'avance sur le peloton emmené par l'équipe UAE Emirates de Pogačar au sommet du deuxième passage de la côte de Cherave. 
Au sommet de la deuxième montée du Mur de Huy (37,2 km de l'arrivée), Kragh Andersen et Zimmermann conservent 55 secondes d'avance sur un peloton très étiré. À 35 km de l'arrivée, Louis Vervaeke (Soudal Quick-Step) et Samuele Battistella (Astana) sortent du peloton et reviennent sur le duo de tête à 31 km du but mais l'avantage du quatuor nouvellement constitué n'est que de 20 secondes sur le peloton. L'avance monte jusqu'à 40 secondes dans les kilomètres suivants. Dans l'ultime montée de la côte de Cherave, Vervaeke lâche ses compagnons d'échappée et franchit seul le sommet de la côte avec une poignée de secondes d'avance sur l'avant-garde du peloton. Toujours en tête pour traverser Huy, Vervaeke est finalement repris dans la première partie de l'ascension finale du Mur de Huy. Alors que Romain Bardet (Team DSM) menait le train, Tadej Pogačar place une accélération à deux cents mètres du sommet et conserve, sur la ligne d'arrivée, quelques longueurs d'avance sur le Danois Mattias Skjelmose (Trek Segafredo) et l'Espagnol Mikel Landa (Bahrain Victorious).

## Classements

### Classement de la course
| \| Classement général \| Classement général \| Classement général \| Classement général \| Classement général \| \| Coureur \| Coureur \| Pays \| Équipe \| Temps \| \| ------------------ \| ------------------ \| ------------------ \| ---------------------- \| ------------------ \| \| 1er \| Tadej Pogačar \| Slovénie \| UAE Team Emirates \| 4 h 27 min 53 s \| \| 2e \| Mattias Skjelmose \| Danemark \| Trek-Segafredo \| + 0 s \| \| 3e \| Mikel Landa \| Espagne \| Bahrain Victorious \| + 0 s \| \| 4e \| Michael Woods \| Canada \| Israel-Premier Tech \| + 3 s \| \| 5e \| Giulio Ciccone \| Italie \| Trek-Segafredo \| + 3 s \| \| 6e \| Victor Lafay \| France \| Cofidis \| + 3 s \| \| 7e \| Tiesj Benoot \| Belgique \| Jumbo-Visma \| + 3 s \| \| 8e \| Maxim Van Gils \| Belgique \| Lotto Dstny \| + 3 s \| \| 9e \| Romain Bardet \| France \| Team DSM \| + 3 s \| \| 10e \| Warren Barguil \| France \| Arkéa-Samsic \| + 3 s \| \| 11e \| Attila Valter \| Hongrie \| Jumbo-Visma \| + 3 s \| \| 12e \| Roger Adrià \| Espagne \| Equipo Kern Pharma \| + 9 s \| \| 13e \| Alex Aranburu \| Espagne \| Movistar Team \| + 10 s \| \| 14e \| Ilan Van Wilder \| Belgique \| Soudal Quick-Step \| + 10 s \| \| 15e \| Tobias Johannessen \| Norvège \| Uno-X Pro Cycling Team \| + 10 s \| |                    |          |                        |                 |
| |                    |          |                        |                 |
| Source : ProCyclingStats |                    |          |                        |                 |
| Classement général |                    |          |                        |                 |
| Coureur | Coureur            | Pays     | Équipe                 | Temps           |
| 1er | Tadej Pogačar      | Slovénie | UAE Team Emirates      | 4 h 27 min 53 s |
| 2e | Mattias Skjelmose  | Danemark | Trek-Segafredo         | + 0 s           |
| 3e | Mikel Landa        | Espagne  | Bahrain Victorious     | + 0 s           |
| 4e | Michael Woods      | Canada   | Israel-Premier Tech    | + 3 s           |
| 5e | Giulio Ciccone     | Italie   | Trek-Segafredo         | + 3 s           |
| 6e | Victor Lafay       | France   | Cofidis                | + 3 s           |
| 7e | Tiesj Benoot       | Belgique | Jumbo-Visma            | + 3 s           |
| 8e | Maxim Van Gils     | Belgique | Lotto Dstny            | + 3 s           |
| 9e | Romain Bardet      | France   | Team DSM               | + 3 s           |
| 10e | Warren Barguil     | France   | Arkéa-Samsic           | + 3 s           |
| 11e | Attila Valter      | Hongrie  | Jumbo-Visma            | + 3 s           |
| 12e | Roger Adrià        | Espagne  | Equipo Kern Pharma     | + 9 s           |
| 13e | Alex Aranburu      | Espagne  | Movistar Team          | + 10 s          |
| 14e | Ilan Van Wilder    | Belgique | Soudal Quick-Step      | + 10 s          |
| 15e | Tobias Johannessen | Norvège  | Uno-X Pro Cycling Team | + 10 s          |

### Classements UCI
La course attribue des points au Classement mondial UCI 2023 selon le barème suivant.
| Position           | 1er | 2e  | 3e  | 4e  | 5e  | 6e  | 7e  | 8e  | 9e | 10e | 11e | 12e | 13e | 14e | 15e | 16e à 20e | 21e à 30e | 31e à 50e | 51e à 55e | 56e à 60e |
| Classement général | 400 | 320 | 260 | 220 | 180 | 140 | 120 | 100 | 80 | 68  | 56  | 48  | 40  | 32  | 28  | 24        | 16        | 8         | 4         | 2         |

## Liste des participants
| Légende | Légende                                                                    | Légende | Légende                                                    |
| ------- | -------------------------------------------------------------------------- | ------- | ---------------------------------------------------------- |
| Num     | Dossard de départ porté par le coureur sur cette Flèche wallonne           | Pos     | Position à l'arrivée de la course                          |
|         | Indique un maillot de champion national ou mondial, suivi de sa spécialité | NP      | Indique un coureur qui n'a pas pris le départ de la course |
| AB      | Indique un coureur qui n'a pas terminé la course                           | HD      | Indique un coureur qui a terminé la course hors des délais |

| Israel-Premier Tech IPT | Israel-Premier Tech IPT | Israel-Premier Tech IPT |
| ----------------------- | ----------------------- | ----------------------- |
| Num                     | Coureur                 | Pos                     |
| 1                       | Michael Woods (CAN)     | 4e                      |
| 2                       | Guillaume Boivin (CAN)  | 131e                    |
| 3                       | Simon Clarke (AUS)      | 82e                     |
| 4                       | Hugo Houle (CAN)        | AB                      |
| 5                       | Daryl Impey (RSA)       | 129e                    |
| 6                       | Krists Neilands (LAT)   | 139e                    |
| 7                       | Nick Schultz (AUS)      | 110e                    |

| Movistar Team MOV | Movistar Team MOV        | Movistar Team MOV |
| ----------------- | ------------------------ | ----------------- |
| Num               | Coureur                  | Pos               |
| 11                | Enric Mas (ESP)          | 17e               |
| 12                | Ruben Guerreiro (POR)    | 30e               |
| 13                | Alex Aranburu (ESP)      | 13e               |
| 14                | Jorge Arcas (ESP)        | 89e               |
| 15                | Gorka Izagirre (ESP)     | 85e               |
| 16                | José Joaquín Rojas (ESP) | 127e              |
| 17                | Gonzalo Serrano (ESP)    | 52e               |

| Bora-Hansgrohe BOH | Bora-Hansgrohe BOH     | Bora-Hansgrohe BOH |
| ------------------ | ---------------------- | ------------------ |
| Num                | Coureur                | Pos                |
| 21                 | Sergio Higuita (COL)   | 77e                |
| 22                 | Giovanni Aleotti (ITA) | 92e                |
| 23                 | Nico Denz (GER)        | 67e                |
| 24                 | Patrick Gamper (AUT)   | 136e               |
| 25                 | Jai Hindley (AUS)      | NP                 |
| 26                 | Ide Schelling (NED)    | AB                 |
| 27                 | Ben Zwiehoff (GER)     | 117e               |

| Soudal Quick-Step SOQ | Soudal Quick-Step SOQ | Soudal Quick-Step SOQ |
| --------------------- | --------------------- | --------------------- |
| Num                   | Coureur               | Pos                   |
| 31                    | Andrea Bagioli (ITA)  | 38e                   |
| 32                    | Dries Devenyns (BEL)  | 102e                  |
| 33                    | James Knox (GBR)      | 40e                   |
| 34                    | Mauro Schmid (SUI)    | 16e                   |
| 35                    | Pieter Serry (BEL)    | 57e                   |
| 36                    | Ilan Van Wilder (BEL) | 14e                   |
| 37                    | Louis Vervaeke (BEL)  | 74e                   |

| Lotto Dstny LTD | Lotto Dstny LTD                | Lotto Dstny LTD |
| --------------- | ------------------------------ | --------------- |
| Num             | Coureur                        | Pos             |
| 41              | Maxim Van Gils (BEL)           | 8e              |
| 42              | Pascal Eenkhoorn (NED) (route) | 121e            |
| 43              | Andreas Kron (DEN)             | 101e            |
| 44              | Sylvain Moniquet (BEL)         | 50e             |
| 45              | Mathijs Paasschens (NED)       | 100e            |
| 46              | Harry Sweeny (AUS)             | 123e            |
| 47              | Lennert Van Eetvelt (BEL)      | 22e             |

| Ineos Grenadiers IGD | Ineos Grenadiers IGD     | Ineos Grenadiers IGD |
| -------------------- | ------------------------ | -------------------- |
| Num                  | Coureur                  | Pos                  |
| 51                   | Tom Pidcock (GBR)        | 18e                  |
| 52                   | Omar Fraile (ESP)        | 83e                  |
| 53                   | Michał Kwiatkowski (POL) | 115e                 |
| 54                   | Magnus Sheffield (USA)   | 58e                  |
| 55                   | Connor Swift (GBR)       | 134e                 |
| 56                   | Joshua Tarling (GBR)     | AB                   |
| 57                   | Cameron Wurf (AUS)       | AB                   |

| Bahrain Victorious TBV | Bahrain Victorious TBV | Bahrain Victorious TBV |
| ---------------------- | ---------------------- | ---------------------- |
| Num                    | Coureur                | Pos                    |
| 61                     | Mikel Landa (ESP)      | 3e                     |
| 62                     | Pello Bilbao (ESP)     | 91e                    |
| 63                     | Filip Maciejuk (POL)   | AB                     |
| 64                     | Gino Mäder (SUI)       | 34e                    |
| 65                     | Fran Miholjević (CRO)  | AB                     |
| 66                     | Matej Mohorič (SLO)    | 23e                    |
| 67                     | Wout Poels (NED)       | 47e                    |

| EF Education-EasyPost EFE | EF Education-EasyPost EFE    | EF Education-EasyPost EFE |
| ------------------------- | ---------------------------- | ------------------------- |
| Num                       | Coureur                      | Pos                       |
| 71                        | Ben Healy (IRL)              | 32e                       |
| 72                        | Andrey Amador (CRC)          | 135e                      |
| 73                        | Esteban Chaves (COL) (route) | 20e                       |
| 74                        | Andrea Piccolo (ITA)         | 109e                      |
| 75                        | Neilson Powless (USA)        | AB                        |
| 76                        | Sean Quinn (USA)             | 114e                      |
| 77                        | James Shaw (GBR)             | AB                        |

| Groupama-FDJ GFC | Groupama-FDJ GFC         | Groupama-FDJ GFC |
| ---------------- | ------------------------ | ---------------- |
| Num              | Coureur                  | Pos              |
| 81               | David Gaudu (FRA)        | AB               |
| 82               | Kevin Geniets (LUX)      | 124e             |
| 83               | Matthieu Ladagnous (FRA) | AB               |
| 84               | Valentin Madouas (FRA)   | 24e              |
| 85               | Rudy Molard (FRA)        | 37e              |
| 86               | Quentin Pacher (FRA)     | 46e              |
| 87               | Lars van den Berg (NED)  | 73e              |

| Arkéa-Samsic ARK | Arkéa-Samsic ARK          | Arkéa-Samsic ARK |
| ---------------- | ------------------------- | ---------------- |
| Num              | Coureur                   | Pos              |
| 91               | Warren Barguil (FRA)      | 10e              |
| 92               | Louis Barré (FRA)         | 48e              |
| 93               | Clément Champoussin (FRA) | 69e              |
| 94               | Anthony Delaplace (FRA)   | 95e              |
| 95               | Simon Guglielmi (FRA)     | 72e              |
| 96               | Mathis Le Berre (FRA)     | 107e             |
| 97               | Łukasz Owsian (POL)       | 106e             |

| TotalEnergies TEN | TotalEnergies TEN        | TotalEnergies TEN |
| ----------------- | ------------------------ | ----------------- |
| Num               | Coureur                  | Pos               |
| 101               | Fabien Grellier (FRA)    | 130e              |
| 102               | Thomas Bonnet (FRA)      | 68e               |
| 103               | Mathieu Burgaudeau (FRA) | 28e               |
| 104               | Valentin Ferron (FRA)    | 51e               |
| 105               | Alan Jousseaume (FRA)    | 61e               |
| 106               | Paul Ourselin (FRA)      | 65e               |
| 107               | Mattéo Vercher (FRA)     | 145e              |

| Jumbo-Visma TJV | Jumbo-Visma TJV             | Jumbo-Visma TJV |
| --------------- | --------------------------- | --------------- |
| Num             | Coureur                     | Pos             |
| 111             | Tiesj Benoot (BEL)          | 7e              |
| 112             | Lennard Hofstede (NED)      | AB              |
| 113             | Gijs Leemreize (NED)        | 122e            |
| 114             | Sam Oomen (NED)             | 59e             |
| 115             | Attila Valter (HUN) (route) | 11e             |
| 116             | Tosh Van der Sande (BEL)    | 99e             |
| 117             | Jos van Emden (NED)         | 90e             |

| UAE Team Emirates UAD | UAE Team Emirates UAD             | UAE Team Emirates UAD |
| --------------------- | --------------------------------- | --------------------- |
| Num                   | Coureur                           | Pos                   |
| 121                   | Tadej Pogačar (SLO)               | 1er                   |
| 122                   | George Bennett (NZL)              | 112e                  |
| 123                   | Felix Großschartner (AUT) (route) | 119e                  |
| 124                   | Marc Hirschi (SUI)                | 80e                   |
| 125                   | Vegard Stake Laengen (NOR)        | AB                    |
| 126                   | Diego Ulissi (ITA)                | 71e                   |
| 127                   | Michael Vink (NZL)                | AB                    |

| AG2R Citroën Team ACT | AG2R Citroën Team ACT   | AG2R Citroën Team ACT |
| --------------------- | ----------------------- | --------------------- |
| Num                   | Coureur                 | Pos                   |
| 131                   | Benoît Cosnefroy (FRA)  | NP                    |
| 132                   | Alex Baudin (FRA)       | 29e                   |
| 133                   | Mikaël Cherel (FRA)     | 43e                   |
| 134                   | Lawrence Naesen (BEL)   | AB                    |
| 135                   | Michael Schär (SUI)     | 118e                  |
| 136                   | Bastien Tronchon (FRA)  | 78e                   |
| 137                   | Lawrence Warbasse (USA) | 53e                   |

| Team Jayco AlUla JAY | Team Jayco AlUla JAY   | Team Jayco AlUla JAY |
| -------------------- | ---------------------- | -------------------- |
| Num                  | Coureur                | Pos                  |
| 141                  | Lawson Craddock (USA)  | 113e                 |
| 142                  | Alexandre Balmer (SUI) | 56e                  |
| 143                  | Kevin Colleoni (ITA)   | 138e                 |
| 144                  | Felix Engelhardt (GER) | 97e                  |
| 145                  | Tsgabu Grmay (ETH)     | 55e                  |
| 146                  | Jan Maas (NED)         | 86e                  |
| 147                  | Matteo Sobrero (ITA)   | 21e                  |

| Intermarché-Circus-Wanty ICW | Intermarché-Circus-Wanty ICW | Intermarché-Circus-Wanty ICW |
| ---------------------------- | ---------------------------- | ---------------------------- |
| Num                          | Coureur                      | Pos                          |
| 151                          | Lilian Calmejane (FRA)       | 87e                          |
| 152                          | Dries De Pooter (BEL)        | AB                           |
| 153                          | Kobe Goossens (BEL)          | 25e                          |
| 154                          | Tom Paquot (BEL)             | 140e                         |
| 155                          | Lorenzo Rota (ITA)           | 33e                          |
| 156                          | Dion Smith (NZL)             | 120e                         |
| 157                          | Georg Zimmermann (GER)       | 116e                         |

| Cofidis COF | Cofidis COF            | Cofidis COF |
| ----------- | ---------------------- | ----------- |
| Num         | Coureur                | Pos         |
| 161         | Jesús Herrada (ESP)    | 31e         |
| 162         | José Herrada (ESP)     | 84e         |
| 163         | Ion Izagirre (ESP)     | 27e         |
| 164         | Victor Lafay (FRA)     | 6e          |
| 165         | Jonathan Lastra (ESP)  | 63e         |
| 166         | Guillaume Martin (FRA) | 36e         |
| 167         | Anthony Perez (FRA)    | 103e        |

| Trek-Segafredo TFS | Trek-Segafredo TFS      | Trek-Segafredo TFS |
| ------------------ | ----------------------- | ------------------ |
| Num                | Coureur                 | Pos                |
| 171                | Giulio Ciccone (ITA)    | 5e                 |
| 172                | Julien Bernard (FRA)    | AB                 |
| 173                | Tony Gallopin (FRA)     | 94e                |
| 174                | Markus Hoelgaard (NOR)  | AB                 |
| 175                | Mattias Skjelmose (DEN) | 2e                 |
| 176                | Juan Pedro López (ESP)  | 45e                |
| 177                | Bauke Mollema (NED)     | 62e                |

| Uno-X Pro Cycling Team UXT | Uno-X Pro Cycling Team UXT   | Uno-X Pro Cycling Team UXT |
| -------------------------- | ---------------------------- | -------------------------- |
| Num                        | Coureur                      | Pos                        |
| 181                        | Tobias Johannessen (NOR)     | 15e                        |
| 182                        | Martin Bugge Urianstad (NOR) | 108e                       |
| 183                        | Anthon Charmig (DEN)         | 104e                       |
| 184                        | Fredrik Dversnes (NOR)       | 133e                       |
| 185                        | Anders Johannessen (NOR)     | 146e                       |
| 186                        | Jacob Hindsgaul (DEN)        | 128e                       |
| 187                        | Jonas Gregaard Wilsly (DEN)  | 60e                        |

| Astana Qazaqstan Team AST | Astana Qazaqstan Team AST   | Astana Qazaqstan Team AST |
| ------------------------- | --------------------------- | ------------------------- |
| Num                       | Coureur                     | Pos                       |
| 191                       | Alexey Lutsenko (KAZ)       | 49e                       |
| 192                       | Samuele Battistella (ITA)   | 105e                      |
| 193                       | David de la Cruz (ESP)      | 76e                       |
| 194                       | Gianni Moscon (ITA)         | AB                        |
| 195                       | Aleksandr Riabushenko (BLR) | AB                        |
| 196                       | Christian Scaroni (ITA)     | 126e                      |
| 197                       | Simone Velasco (ITA)        | 79e                       |

| Team DSM DSM | Team DSM DSM         | Team DSM DSM |
| ------------ | -------------------- | ------------ |
| Num          | Coureur              | Pos          |
| 201          | Romain Bardet (FRA)  | 9e           |
| 202          | Romain Combaud (FRA) | 111e         |
| 203          | Matthew Dinham (AUS) | 39e          |
| 204          | Sean Flynn (GBR)     | AB           |
| 205          | Leon Heinschke (GER) | 147e         |
| 206          | Tim Naberman (NED)   | AB           |
| 207          | Oscar Onley (GBR)    | 42e          |

| Alpecin-Deceuninck ADC | Alpecin-Deceuninck ADC      | Alpecin-Deceuninck ADC |
| ---------------------- | --------------------------- | ---------------------- |
| Num                    | Coureur                     | Pos                    |
| 211                    | Quinten Hermans (BEL)       | 19e                    |
| 212                    | Tobias Bayer (AUT)          | 125e                   |
| 213                    | Jimmy Janssens (BEL)        | AB                     |
| 214                    | Søren Kragh Andersen (DEN)  | 81e                    |
| 215                    | Jason Osborne (GER)         | 41e                    |
| 216                    | Robert Stannard (AUS)       | 26e                    |
| 217                    | Fabio Van den Bossche (BEL) | 137e                   |

| Equipo Kern Pharma EKP | Equipo Kern Pharma EKP   | Equipo Kern Pharma EKP |
| ---------------------- | ------------------------ | ---------------------- |
| Num                    | Coureur                  | Pos                    |
| 221                    | Roger Adrià (ESP)        | 12e                    |
| 222                    | Héctor Carretero (ESP)   | AB                     |
| 223                    | Francisco Galván (ESP)   | 88e                    |
| 224                    | Raúl García Pierna (ESP) | 143e                   |
| 225                    | Pau Miquel (ESP)         | 54e                    |
| 226                    | Ibon Ruiz (ESP)          | AB                     |
| 227                    | Danny van der Tuuk (NED) | 96e                    |

| Bingoal WB BWB | Bingoal WB BWB        | Bingoal WB BWB |
| -------------- | --------------------- | -------------- |
| Num            | Coureur               | Pos            |
| 231            | Lennert Teugels (BEL) | 70e            |
| 232            | Alexis Guérin (FRA)   | 98e            |
| 233            | Johan Meens (BEL)     | 144e           |
| 234            | Julian Mertens (BEL)  | AB             |
| 235            | Rémy Mertz (BEL)      | 93e            |
| 236            | Marco Tizza (ITA)     | 75e            |
| 237            | Luca Van Boven (BEL)  | 66e            |

| Burgos-BH BBH | Burgos-BH BBH            | Burgos-BH BBH |
| ------------- | ------------------------ | ------------- |
| Num           | Coureur                  | Pos           |
| 241           | Pelayo Sánchez (ESP)     | 64e           |
| 242           | Clément Alleno (FRA)     | 142e          |
| 243           | Jetse Bol (NED)          | 141e          |
| 244           | José Manuel Díaz (ESP)   | 132e          |
| 245           | Alejandro Franco (ESP)   | AB            |
| 246           | Victor Langellotti (MON) | 35e           |
| 247           | Ander Okamika (ESP)      | 44e           |

| Israel-Premier Tech IPT | Israel-Premier Tech IPT | Israel-Premier Tech IPT |
| ----------------------- | ----------------------- | ----------------------- |
| Num                     | Coureur                 | Pos                     |
| 1                       | Michael Woods (CAN)     | 4e                      |
| 2                       | Guillaume Boivin (CAN)  | 131e                    |
| 3                       | Simon Clarke (AUS)      | 82e                     |
| 4                       | Hugo Houle (CAN)        | AB                      |
| 5                       | Daryl Impey (RSA)       | 129e                    |
| 6                       | Krists Neilands (LAT)   | 139e                    |
| 7                       | Nick Schultz (AUS)      | 110e                    |

| Movistar Team MOV | Movistar Team MOV        | Movistar Team MOV |
| ----------------- | ------------------------ | ----------------- |
| Num               | Coureur                  | Pos               |
| 11                | Enric Mas (ESP)          | 17e               |
| 12                | Ruben Guerreiro (POR)    | 30e               |
| 13                | Alex Aranburu (ESP)      | 13e               |
| 14                | Jorge Arcas (ESP)        | 89e               |
| 15                | Gorka Izagirre (ESP)     | 85e               |
| 16                | José Joaquín Rojas (ESP) | 127e              |
| 17                | Gonzalo Serrano (ESP)    | 52e               |

| Bora-Hansgrohe BOH | Bora-Hansgrohe BOH     | Bora-Hansgrohe BOH |
| ------------------ | ---------------------- | ------------------ |
| Num                | Coureur                | Pos                |
| 21                 | Sergio Higuita (COL)   | 77e                |
| 22                 | Giovanni Aleotti (ITA) | 92e                |
| 23                 | Nico Denz (GER)        | 67e                |
| 24                 | Patrick Gamper (AUT)   | 136e               |
| 25                 | Jai Hindley (AUS)      | NP                 |
| 26                 | Ide Schelling (NED)    | AB                 |
| 27                 | Ben Zwiehoff (GER)     | 117e               |

| Soudal Quick-Step SOQ | Soudal Quick-Step SOQ | Soudal Quick-Step SOQ |
| --------------------- | --------------------- | --------------------- |
| Num                   | Coureur               | Pos                   |
| 31                    | Andrea Bagioli (ITA)  | 38e                   |
| 32                    | Dries Devenyns (BEL)  | 102e                  |
| 33                    | James Knox (GBR)      | 40e                   |
| 34                    | Mauro Schmid (SUI)    | 16e                   |
| 35                    | Pieter Serry (BEL)    | 57e                   |
| 36                    | Ilan Van Wilder (BEL) | 14e                   |
| 37                    | Louis Vervaeke (BEL)  | 74e                   |

| Lotto Dstny LTD | Lotto Dstny LTD                | Lotto Dstny LTD |
| --------------- | ------------------------------ | --------------- |
| Num             | Coureur                        | Pos             |
| 41              | Maxim Van Gils (BEL)           | 8e              |
| 42              | Pascal Eenkhoorn (NED) (route) | 121e            |
| 43              | Andreas Kron (DEN)             | 101e            |
| 44              | Sylvain Moniquet (BEL)         | 50e             |
| 45              | Mathijs Paasschens (NED)       | 100e            |
| 46              | Harry Sweeny (AUS)             | 123e            |
| 47              | Lennert Van Eetvelt (BEL)      | 22e             |

| Ineos Grenadiers IGD | Ineos Grenadiers IGD     | Ineos Grenadiers IGD |
| -------------------- | ------------------------ | -------------------- |
| Num                  | Coureur                  | Pos                  |
| 51                   | Tom Pidcock (GBR)        | 18e                  |
| 52                   | Omar Fraile (ESP)        | 83e                  |
| 53                   | Michał Kwiatkowski (POL) | 115e                 |
| 54                   | Magnus Sheffield (USA)   | 58e                  |
| 55                   | Connor Swift (GBR)       | 134e                 |
| 56                   | Joshua Tarling (GBR)     | AB                   |
| 57                   | Cameron Wurf (AUS)       | AB                   |

| Bahrain Victorious TBV | Bahrain Victorious TBV | Bahrain Victorious TBV |
| ---------------------- | ---------------------- | ---------------------- |
| Num                    | Coureur                | Pos                    |
| 61                     | Mikel Landa (ESP)      | 3e                     |
| 62                     | Pello Bilbao (ESP)     | 91e                    |
| 63                     | Filip Maciejuk (POL)   | AB                     |
| 64                     | Gino Mäder (SUI)       | 34e                    |
| 65                     | Fran Miholjević (CRO)  | AB                     |
| 66                     | Matej Mohorič (SLO)    | 23e                    |
| 67                     | Wout Poels (NED)       | 47e                    |

| EF Education-EasyPost EFE | EF Education-EasyPost EFE    | EF Education-EasyPost EFE |
| ------------------------- | ---------------------------- | ------------------------- |
| Num                       | Coureur                      | Pos                       |
| 71                        | Ben Healy (IRL)              | 32e                       |
| 72                        | Andrey Amador (CRC)          | 135e                      |
| 73                        | Esteban Chaves (COL) (route) | 20e                       |
| 74                        | Andrea Piccolo (ITA)         | 109e                      |
| 75                        | Neilson Powless (USA)        | AB                        |
| 76                        | Sean Quinn (USA)             | 114e                      |
| 77                        | James Shaw (GBR)             | AB                        |

| Groupama-FDJ GFC | Groupama-FDJ GFC         | Groupama-FDJ GFC |
| ---------------- | ------------------------ | ---------------- |
| Num              | Coureur                  | Pos              |
| 81               | David Gaudu (FRA)        | AB               |
| 82               | Kevin Geniets (LUX)      | 124e             |
| 83               | Matthieu Ladagnous (FRA) | AB               |
| 84               | Valentin Madouas (FRA)   | 24e              |
| 85               | Rudy Molard (FRA)        | 37e              |
| 86               | Quentin Pacher (FRA)     | 46e              |
| 87               | Lars van den Berg (NED)  | 73e              |

| Arkéa-Samsic ARK | Arkéa-Samsic ARK          | Arkéa-Samsic ARK |
| ---------------- | ------------------------- | ---------------- |
| Num              | Coureur                   | Pos              |
| 91               | Warren Barguil (FRA)      | 10e              |
| 92               | Louis Barré (FRA)         | 48e              |
| 93               | Clément Champoussin (FRA) | 69e              |
| 94               | Anthony Delaplace (FRA)   | 95e              |
| 95               | Simon Guglielmi (FRA)     | 72e              |
| 96               | Mathis Le Berre (FRA)     | 107e             |
| 97               | Łukasz Owsian (POL)       | 106e             |

| TotalEnergies TEN | TotalEnergies TEN        | TotalEnergies TEN |
| ----------------- | ------------------------ | ----------------- |
| Num               | Coureur                  | Pos               |
| 101               | Fabien Grellier (FRA)    | 130e              |
| 102               | Thomas Bonnet (FRA)      | 68e               |
| 103               | Mathieu Burgaudeau (FRA) | 28e               |
| 104               | Valentin Ferron (FRA)    | 51e               |
| 105               | Alan Jousseaume (FRA)    | 61e               |
| 106               | Paul Ourselin (FRA)      | 65e               |
| 107               | Mattéo Vercher (FRA)     | 145e              |

| Jumbo-Visma TJV | Jumbo-Visma TJV             | Jumbo-Visma TJV |
| --------------- | --------------------------- | --------------- |
| Num             | Coureur                     | Pos             |
| 111             | Tiesj Benoot (BEL)          | 7e              |
| 112             | Lennard Hofstede (NED)      | AB              |
| 113             | Gijs Leemreize (NED)        | 122e            |
| 114             | Sam Oomen (NED)             | 59e             |
| 115             | Attila Valter (HUN) (route) | 11e             |
| 116             | Tosh Van der Sande (BEL)    | 99e             |
| 117             | Jos van Emden (NED)         | 90e             |

| UAE Team Emirates UAD | UAE Team Emirates UAD             | UAE Team Emirates UAD |
| --------------------- | --------------------------------- | --------------------- |
| Num                   | Coureur                           | Pos                   |
| 121                   | Tadej Pogačar (SLO)               | 1er                   |
| 122                   | George Bennett (NZL)              | 112e                  |
| 123                   | Felix Großschartner (AUT) (route) | 119e                  |
| 124                   | Marc Hirschi (SUI)                | 80e                   |
| 125                   | Vegard Stake Laengen (NOR)        | AB                    |
| 126                   | Diego Ulissi (ITA)                | 71e                   |
| 127                   | Michael Vink (NZL)                | AB                    |

| AG2R Citroën Team ACT | AG2R Citroën Team ACT   | AG2R Citroën Team ACT |
| --------------------- | ----------------------- | --------------------- |
| Num                   | Coureur                 | Pos                   |
| 131                   | Benoît Cosnefroy (FRA)  | NP                    |
| 132                   | Alex Baudin (FRA)       | 29e                   |
| 133                   | Mikaël Cherel (FRA)     | 43e                   |
| 134                   | Lawrence Naesen (BEL)   | AB                    |
| 135                   | Michael Schär (SUI)     | 118e                  |
| 136                   | Bastien Tronchon (FRA)  | 78e                   |
| 137                   | Lawrence Warbasse (USA) | 53e                   |

| Team Jayco AlUla JAY | Team Jayco AlUla JAY   | Team Jayco AlUla JAY |
| -------------------- | ---------------------- | -------------------- |
| Num                  | Coureur                | Pos                  |
| 141                  | Lawson Craddock (USA)  | 113e                 |
| 142                  | Alexandre Balmer (SUI) | 56e                  |
| 143                  | Kevin Colleoni (ITA)   | 138e                 |
| 144                  | Felix Engelhardt (GER) | 97e                  |
| 145                  | Tsgabu Grmay (ETH)     | 55e                  |
| 146                  | Jan Maas (NED)         | 86e                  |
| 147                  | Matteo Sobrero (ITA)   | 21e                  |

| Intermarché-Circus-Wanty ICW | Intermarché-Circus-Wanty ICW | Intermarché-Circus-Wanty ICW |
| ---------------------------- | ---------------------------- | ---------------------------- |
| Num                          | Coureur                      | Pos                          |
| 151                          | Lilian Calmejane (FRA)       | 87e                          |
| 152                          | Dries De Pooter (BEL)        | AB                           |
| 153                          | Kobe Goossens (BEL)          | 25e                          |
| 154                          | Tom Paquot (BEL)             | 140e                         |
| 155                          | Lorenzo Rota (ITA)           | 33e                          |
| 156                          | Dion Smith (NZL)             | 120e                         |
| 157                          | Georg Zimmermann (GER)       | 116e                         |

| Cofidis COF | Cofidis COF            | Cofidis COF |
| ----------- | ---------------------- | ----------- |
| Num         | Coureur                | Pos         |
| 161         | Jesús Herrada (ESP)    | 31e         |
| 162         | José Herrada (ESP)     | 84e         |
| 163         | Ion Izagirre (ESP)     | 27e         |
| 164         | Victor Lafay (FRA)     | 6e          |
| 165         | Jonathan Lastra (ESP)  | 63e         |
| 166         | Guillaume Martin (FRA) | 36e         |
| 167         | Anthony Perez (FRA)    | 103e        |

| Trek-Segafredo TFS | Trek-Segafredo TFS      | Trek-Segafredo TFS |
| ------------------ | ----------------------- | ------------------ |
| Num                | Coureur                 | Pos                |
| 171                | Giulio Ciccone (ITA)    | 5e                 |
| 172                | Julien Bernard (FRA)    | AB                 |
| 173                | Tony Gallopin (FRA)     | 94e                |
| 174                | Markus Hoelgaard (NOR)  | AB                 |
| 175                | Mattias Skjelmose (DEN) | 2e                 |
| 176                | Juan Pedro López (ESP)  | 45e                |
| 177                | Bauke Mollema (NED)     | 62e                |

| Uno-X Pro Cycling Team UXT | Uno-X Pro Cycling Team UXT   | Uno-X Pro Cycling Team UXT |
| -------------------------- | ---------------------------- | -------------------------- |
| Num                        | Coureur                      | Pos                        |
| 181                        | Tobias Johannessen (NOR)     | 15e                        |
| 182                        | Martin Bugge Urianstad (NOR) | 108e                       |
| 183                        | Anthon Charmig (DEN)         | 104e                       |
| 184                        | Fredrik Dversnes (NOR)       | 133e                       |
| 185                        | Anders Johannessen (NOR)     | 146e                       |
| 186                        | Jacob Hindsgaul (DEN)        | 128e                       |
| 187                        | Jonas Gregaard Wilsly (DEN)  | 60e                        |

| Astana Qazaqstan Team AST | Astana Qazaqstan Team AST   | Astana Qazaqstan Team AST |
| ------------------------- | --------------------------- | ------------------------- |
| Num                       | Coureur                     | Pos                       |
| 191                       | Alexey Lutsenko (KAZ)       | 49e                       |
| 192                       | Samuele Battistella (ITA)   | 105e                      |
| 193                       | David de la Cruz (ESP)      | 76e                       |
| 194                       | Gianni Moscon (ITA)         | AB                        |
| 195                       | Aleksandr Riabushenko (BLR) | AB                        |
| 196                       | Christian Scaroni (ITA)     | 126e                      |
| 197                       | Simone Velasco (ITA)        | 79e                       |

| Team DSM DSM | Team DSM DSM         | Team DSM DSM |
| ------------ | -------------------- | ------------ |
| Num          | Coureur              | Pos          |
| 201          | Romain Bardet (FRA)  | 9e           |
| 202          | Romain Combaud (FRA) | 111e         |
| 203          | Matthew Dinham (AUS) | 39e          |
| 204          | Sean Flynn (GBR)     | AB           |
| 205          | Leon Heinschke (GER) | 147e         |
| 206          | Tim Naberman (NED)   | AB           |
| 207          | Oscar Onley (GBR)    | 42e          |

| Alpecin-Deceuninck ADC | Alpecin-Deceuninck ADC      | Alpecin-Deceuninck ADC |
| ---------------------- | --------------------------- | ---------------------- |
| Num                    | Coureur                     | Pos                    |
| 211                    | Quinten Hermans (BEL)       | 19e                    |
| 212                    | Tobias Bayer (AUT)          | 125e                   |
| 213                    | Jimmy Janssens (BEL)        | AB                     |
| 214                    | Søren Kragh Andersen (DEN)  | 81e                    |
| 215                    | Jason Osborne (GER)         | 41e                    |
| 216                    | Robert Stannard (AUS)       | 26e                    |
| 217                    | Fabio Van den Bossche (BEL) | 137e                   |

| Equipo Kern Pharma EKP | Equipo Kern Pharma EKP   | Equipo Kern Pharma EKP |
| ---------------------- | ------------------------ | ---------------------- |
| Num                    | Coureur                  | Pos                    |
| 221                    | Roger Adrià (ESP)        | 12e                    |
| 222                    | Héctor Carretero (ESP)   | AB                     |
| 223                    | Francisco Galván (ESP)   | 88e                    |
| 224                    | Raúl García Pierna (ESP) | 143e                   |
| 225                    | Pau Miquel (ESP)         | 54e                    |
| 226                    | Ibon Ruiz (ESP)          | AB                     |
| 227                    | Danny van der Tuuk (NED) | 96e                    |

| Bingoal WB BWB | Bingoal WB BWB        | Bingoal WB BWB |
| -------------- | --------------------- | -------------- |
| Num            | Coureur               | Pos            |
| 231            | Lennert Teugels (BEL) | 70e            |
| 232            | Alexis Guérin (FRA)   | 98e            |
| 233            | Johan Meens (BEL)     | 144e           |
| 234            | Julian Mertens (BEL)  | AB             |
| 235            | Rémy Mertz (BEL)      | 93e            |
| 236            | Marco Tizza (ITA)     | 75e            |
| 237            | Luca Van Boven (BEL)  | 66e            |

| Burgos-BH BBH | Burgos-BH BBH            | Burgos-BH BBH |
| ------------- | ------------------------ | ------------- |
| Num           | Coureur                  | Pos           |
| 241           | Pelayo Sánchez (ESP)     | 64e           |
| 242           | Clément Alleno (FRA)     | 142e          |
| 243           | Jetse Bol (NED)          | 141e          |
| 244           | José Manuel Díaz (ESP)   | 132e          |
| 245           | Alejandro Franco (ESP)   | AB            |
| 246           | Victor Langellotti (MON) | 35e           |
| 247           | Ander Okamika (ESP)      | 44e           |